# 蓬蘽
蓬蘽（学名：Rubus hirsutus）为蔷薇科悬钩子属的植物。分布在日本、朝鲜、台湾岛以及中国大陆的江西、福建、浙江、安徽、广东、河南、江苏等地，生长于海拔1,500米的地区，见于山坡路旁阴湿处或灌丛中。

## 异名
- Rubus hirsutus Thunb. var. brevipedicellus Z. M. Wu

## 延伸阅读
[在维基数据编辑]
 《欽定古今圖書集成·博物彙編·草木典·蓬蘽部》，出自陈梦雷《古今圖書集成》